# Chiromantis doriae
Espèce
Synonymes
- Chirixalus doriae Boulenger, 1893

Statut de conservation UICN

 LC  : Préoccupation mineure
Chiromantis doriae est une espèce d'amphibiens de la famille des Rhacophoridae.

## Répartition
Cette espèce se rencontre en Birmanie, au Cambodge, au Laos, en Thaïlande, au Viêt Nam, en Inde dans l'Arunachal Pradesh, et en Chine dans le Yunnan et sur l'île de Hainan.

## Étymologie
Cette espèce est nommée en l'honneur de Giacomo Doria.

## Publication originale
- Boulenger, 1893 : Concluding report on the reptiles and batrachians obtained in Burma by Signor L. Fea, dealing with the collection made in Pegu and the Karin Hills in 1887–88. Annali del Museo Civico di Storia Naturale di Genova, sér. 2, vol. 13, p. 304–347 (texte intégral).